# Eko Eko Azarak: Wizard of Darkness
Eko Eko Azarak: Wizard of Darkness (エコエコアザラク -WIZARD OF DARKNESS-) és una pel·lícula de terror japonesa del 1995 dirigida per Shimako Satō. La pel·lícula està basada en el manga Eko Eko Azarak, i és protagonitzada per Kimika Yoshino com a estudiant transferida a una nova escola, que és secretament una bruixa que viatja d'escola en escola per dissipar el treball del diable.
La pel·lícula es va projectar al Festival Internacional de Cinema de Toronto l'any 1995. La pel·lícula va ser seguida de dues seqüeles, començant per Eko Eko Azarak II: Birth of the Wizard el 1996.

## Argument
Una misteriosa camarilla de mags vestits de vermell ha estat assassinant habitants d'una ciutat sense nom del Japó. La seva última víctima és una dona que és decapitada mentre els mags realitzen un ritual amb un ninot vudú. L'objecte dels assassinats era proporcionar els cinc punts geogràfics d'un pentagrama gegant, amb una escola secundària al nexe. L'objectiu final dels mags és convocar el mateix Lucifer.
Misa Kuroi, una estudiant transferida a l'escola, és una bruixa d'un poder considerable i ha vingut a lluitar contra els mags malvats. Tanmateix, la Misa té algunes dificultats perquè els seus companys confiïn en ella.

## Repartiment
- Kimika Yoshino com a Misa Kuroi
- Miho Kanno com a Mizuki Kurohashi
- Miho Tamura com a Maki Yoshida
- Kanori Kadomatsu com a Kazzumi Tanaka[1][2]

## Producció
Shimako Satō, la directora d'Eko Eko Azarak: Wizard of Darkness, havia dirigit prèviament Tale of a Vampire (1992) al Regne Unit. Va tornar al Japó amb el desig de fer una pel·lícula sobre bruixeria i màgia. Va recordar la sèrie manga Eko Eko Azarak de la dècada de 1970, i va començar a adaptar-la al cinema.
La pel·lícula es va rodar en dues setmanes i va incloure el debut cinematogràfic de Kimika Yoshino. Yoshino va rebre el seu guió un dia abans que comencés el rodatge i fins i tot abans que s'hagués conegut la directora.

## Estrena
Eko Eko Azarak: Wizard of Darkness es va estrenar al Japó el 8 d'abril de 1995. Es va projectar al Festival de Cinema de Toronto el setembre de 1995.
Tokyo Shock va llançar un DVD de la pel·lícula el 16 de desembre de 2003. disc incloïa imatges de l'estrena de la pel·lícula, el tràiler i entrevistes amb el director i Kimika Yoshino.

## Recepció
Variety va donar a la pel·lícula una crítica positiva, referint-se a ella com "un thriller ocult d'alt octanatge i produït modestament és un gènere de primera categoria", i que "òbviament llaura un camp de cel·luloide familiar", la directora/coguionista Sato demostra no només un estil visual per al gènere, sinó un sentit de l'humor pervers que equilibra hàbilment les convencions per força d'aquest tipus d'històries."
La pel·lícula va guanyar el premi Minami Toshiko al Festival Internacional de Cinema Fantàstic de Yubari de 1995. També va ser seleccionada per a la competició oficial a la millor pel·lícula al Fantasporto de 1997.

## Llegat
Shimako Satō va tornar a la direcció de la pel·lícula de seguiment Eko Eko Azarak II: Birth of the Wizard (1996).